# الساندرو اسکنونی
الساندرو اسکنونی(به ایتالیایی: Alessandro Schienoni) (۲۶ نوامبر ۱۹۰۲ – ۱۱ فوریه ۱۹۶۹)، بازیکن فوتبال اهل ایتالیا بود که در پست مدافع بازی می‌کرد.